# Galliera
Galliera är en italiensk kommun i provinsen Bologna i regionen Emilia-Romagna. Galliera ligger omkring 3 mil norr om Bologna. Kommunen hade 5 507 invånare (2018).

## Hertigdömet Galliera
Hertigdömet Galliera bildades när Frankrikes kejsare Napoléon Bonaparte 1812 köpte en egendom av Antonio Aldini nordväst om Bologna i nuvarande kommunerna Galliera, San Pietro in Casale och Pieve di Cento. Hertigdömet fick namnet från kommunen Galliera även om den enbart var en fjärdedel av egendomen. Säte för egendomen var ett tidigare ärkebiskopspalats i Massumatico i San Pietro in Casale. Antonio Aldini hade från 1797 köpt marken från tidigare kloster och av adeln.
Napoléon Bonaparte förlänade 1813 egendomen som hertigdöme till Josefina av Leuchtenberg, dotter till Napoleons styvson Eugène de Beauharnais, vicekung av Italien. Josefina hade vid sitt dop 1807 erhållit Palazzo Caprara i Bologna som nu fick namnet Palazzo Galliera. 1823 gifte prinsessan Josefina sig med Sveriges kronprins Oscar och blev 1844 drottning i Sverige och Norge.
1837 såldes hertigdömet Galliera till Kyrkostaten, som samma år förlänade hertigdömet till diplomaten, bankmannen och järnvägskonstruktören Raffaele de Ferrari från Genua. Hans änka donerade 1888 Galliera till staden Genua för välgörande ändamål. Pengarna från försäljningen finns i Gallierafonden.
Hertigtiteln lever kvar efter att Antoine av Orléans, hertig av Montpensier 1888 erhöll den av Umberto I.